# Клето
Клѐто (на италиански: Cleto, на местен диалект Pietramala, Пиетрамала) е село и община в Южна Италия, провинция Козенца, регион Калабрия. Разположено е на 250 m надморска височина. Населението на общината е 1348 души (към 2010 г.).